# Dějiny Podněsterské moldavské republiky
Podněsterská moldavská republika (zkratka: PMR, zkráceně: Podněstří) je neuznaný státní útvar ve Východní Evropě. Z pohledu mezinárodního práva se jedná o území Moldavské republiky, de facto zde od roku 1990 existuje vláda zcela nezávislá na Kišiněvě. Podněstří až do sovětské éry netvořilo žádný samostatný státní útvar ani jednotný region, jednalo se o součást historického Podolí. Roku 1924 zde byla vyhlášena Moldavská autonomní sovětská socialistická republika, která se roku 1940 sloučila s Besarábií do Moldavské sovětské socialistické republiky. Myšlenka Podněstří jako slovanského regionu v Moldávii vznikla až na konci 80. let 20. století, kdy v důsledku celkového uvolnění poměrů v rámci perestrojky začalo v některých oblastech Sovětského svazu vzrůstat národnostní napětí.

## Předsovětské období

### Středověk
Oblast Podněstří byla osídlena již ve starověku. V raném středověku sem přišli slovanské kmeny Uličů a Tiverců, dále zde žili kočovní Pečeněgové a Polovci. Ve 12. století bylo Podněstří součástí Kyjevské Rusi, ve 13. století jižní část obsadila Zlatá Horda, severní část se stala součástí historického území Podolí. Ve 14. století sever patřil k Litevskému velkoknížectví, po rozpadu Zlaté hordy na konci 16. století jižní část připadla Krymskému chanátu, vazalu Osmanské říše.

### Součást Ruska

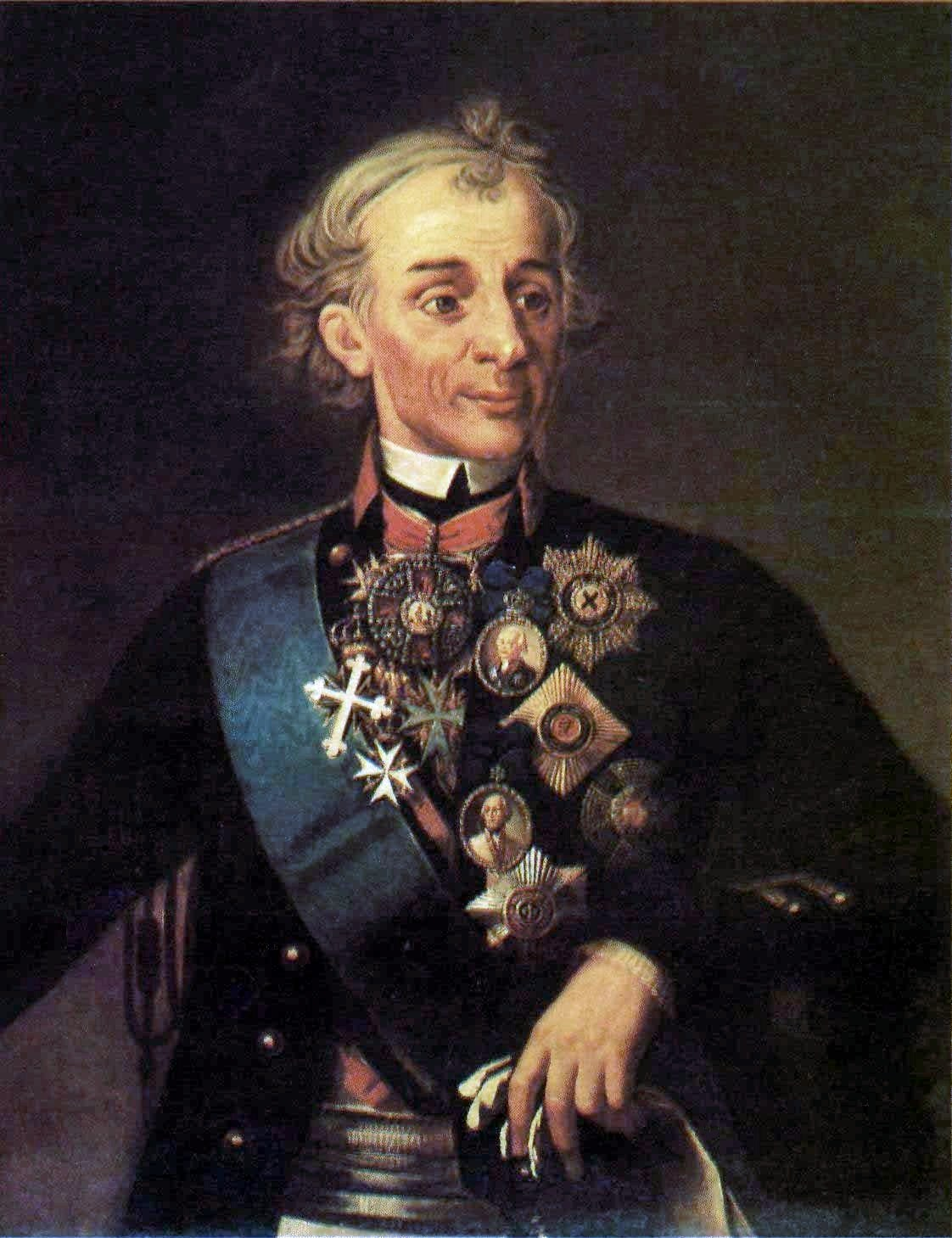
Generál A. V. Suvorov, zakladatel Tiraspolu

Ve druhé polovině 18. století probíhaly války mezi Ruskou a Osmanskou říší, které byly ukončeny podepsáním Jaské mírové smlouvy dne 9. 1. 1792. V jejím důsledku připadla oblast Podněstří Rusku. V tu dobu byl region velmi řídce osídlen především Moldavany, Rusko sem proto podporovalo migraci. Přicházeli především Rusové, ale i Bulhaři, Němci, Arméni a další. Roku 1792 byla na obranu jihozápadní hranice Ruského impéria založena generálem Suvorovem pevnost Tiraspol. Do Velké říjnové socialistické revoluce území dnešního Podněstří náleželo k Podolské a Chersonské gubernii, pevnost Bendery k Besarabské gubernii, která se stala součástí Ruska roku 1812.

## Sovětské období
Po Velké říjnové socialistické revoluci na počátku roku 1918 většinu Podněstří ovládala Oděská sovětská republika, která však neměla dlouhého trvání a byla obsazena německou armádou. Po ukončení okupace většina podněsterského území připadla Ukrajinské sovětské socialistické republice. Město Bendery a část dnešního Slobodzejského rajonu byla připojena k Besarábii, kde od prosince roku 1917 existovala Moldavská demokratická republika, která se v dubnu 1918 připojila k Rumunskému království. Ukrajinská SSR roku 1922 vstoupila do Sovětského svazu.

### Autonomní republika

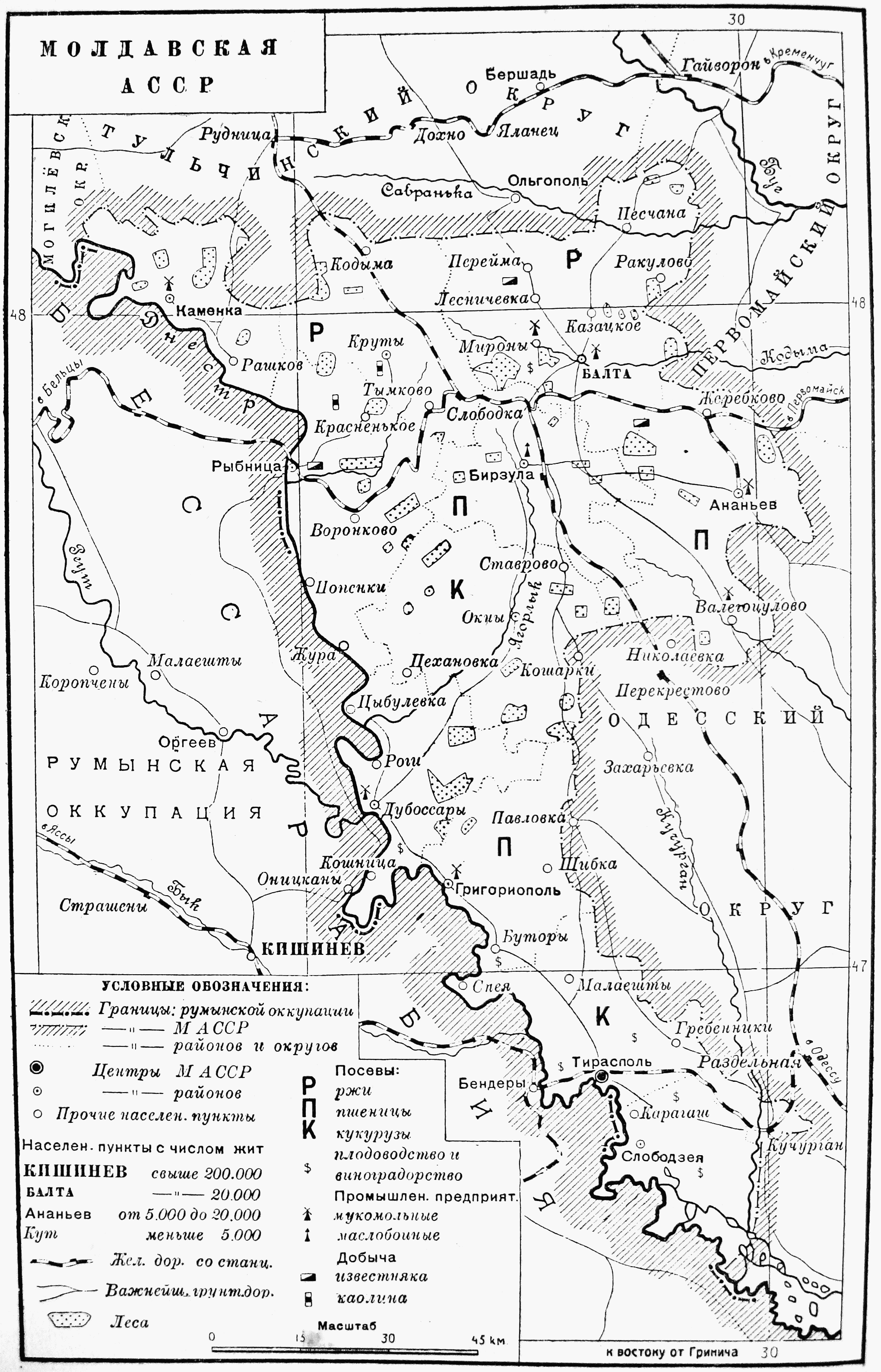
Mapa Moldavské autonomní SSR

Roku 1924 byla na popud Grigorije I. Kotovského na území dnešního Podněstří a části Oděské oblasti, kde žila moldavská menšina, vyhlášena Moldavská autonomní sovětská socialistická republika (zkratka: Moldavská ASSR, MASSR) v rámci sovětské Ukrajiny. MASSR se měla stát základem pro opětovné získání Besarábie, jejíž připojení k Rumunsku Sovětský svaz neuznával a označoval ho za okupaci svého území. Oficiálními jazyky MASSR byla moldavština, ukrajinština a ruština, hlavním městem nejdříve Balta (dnes na Ukrajině), od roku 1929 Tiraspol.

### Součást Moldavské SSR
Po podepsání Paktu Molotov–Ribbentrop, na jehož základě si SSSR a nacistické Německo rozdělili sféry vlivu ve Východní Evropě, obsadil Sovětský svaz území Besarábie. Severní a jižní část byla připojena k Ukrajinské SSR, střední část byla sloučena s Moldavskou ASSR, čímž vznikla 2. srpna 1940 Moldavská SSR jako svazová republika Sovětského svazu.

### Druhá světová válka
22. června 1941 napadlo nacistické Německo Sovětský svaz. Moldavskou SSR obsadila rumunská a německá vojska. Besarábie byla opět připojena k Rumunskému království, z Podněstří a části Oděské oblasti byla vytvořena rumunská provincie Zadněstří (rumunsky: Transnistria). V Zadněstří byli soustřeďováni a následně vyvražďováni rumunští židé. Podněstří a Besarábii dobyla zpět v roce 1944 Rudá armáda, obě části byly opět sloučeny v Moldavskou SSR.

### Poválečné období
V poválečném období byla v Podněstří soustředěna většina průmyslu Moldavské SSR, jejíž zbytek měl i nadále převážně zemědělský charakter. V souvislosti s budováním průmyslových podniků do oblasti přicházelo značné množství nových obyvatel, především Rusů a Ukrajinců.

### Spory o jazykový zákon
Z důvodu celkového uvolnění v Sovětském svazu v období perestrojky se v Moldavské SSR začaly projevovat nacionalistické tendence. V roce 1989 byla oficiálně založena prorumunská politická organizace Lidová fronta Moldavska. V březnu téhož roku byl představen návrh Zákona o státním jazyce, podle kterého by se stala jediným oficiálním jazykem moldavština psaná latinkou (v Moldavské SSR měla status úředního jazyka moldavština psaná cyrilicí a ruština). Současně státní zaměstnanci a vedoucí pracovníci v závodech by museli složit z moldavštiny zkoušku, jinak by přišli o svoji funkci. Tato snaha vyvolala odpor nemoldavského obyvatelstva, které moldavštinu neovládalo, neboť jako jazyk mezietnické komunikace sloužila ruština. Největší protesty proběhly v levobřežní části země (budoucím Podněstří), kde ruské a ukrajinské obyvatelstvo představovalo více než dvě třetiny populace. V létě roku 1989 Nejvyšší sovět Moldavské SSR jazykový zákon přijal.

### Podněsterská moldavská SSR

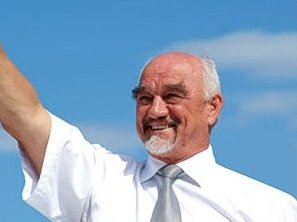
Igor Nikolajevič Smirnov

V létě 1990 se konal 1. sjezd poslanců všech úrovní podněsterského regionu, na kterém byl vznesen požadavek vytvoření Podněsterské autonomní sovětské socialistické republiky v rámci Moldavské SSR. (Pozn.: autonomní republika měla podle sovětské ústavy právo udělit úřední status i dalším jazykům vedle úředního jazyka svazové republiky, jejíž byla součástí) Kišiněv se k návrhu postavil zamítavě. Na 2. sjezdu poslanců byla dne 2. září 1990 vyhlášena Podněsterská moldavská sovětská socialistická republika (zkratka: PMSSR) jako svazová republika SSSR nezávislá na Moldavské SSR.
Byl zde zvolen prozatímní Nejvyšší sovět PMSSR, předsedou republiky (funkce byla později přejmenována na prezidentskou) se stal Igor Nikolajevič Smirnov. V březnu 1991 proběhlo v Podněstří Referendum o zachování SSSR, které však zbytek Moldavska bojkotoval. 98% podněsterských voličů se vyjádřilo za zachování Sovětského svazu.
Vláda Moldavské SSR označila vznik PMSSR za protiústavní, moskevské vedení Sovětského svazu však vznik nové svazové republiky tiše uznalo, přestože odporoval jak Ústavě SSSR, tak Ústavě Moldavské SSR. V rámci sovětského prostoru se jednalo o ojedinělý případ přihlášení se k Sovětskému svazu, neboť v ostatních svazových republikách se stále silněji projevovaly odstředivé tendence.

## Samostatnost

### Vyhlášení samostatnosti

Státní znak Podněsterské moldavské republiky

25. srpna 1991 se sešel 4. sjezd poslanců Podněstří, který vydal z důvodu krize SSSR Deklaraci o nezávislosti Podněsterské moldavské republiky. 1. prosince 1991 se konalo referendum, ve kterém se 98% voličů vyjádřilo pro nezávislé Podněstří. Současně proběhla přímá volba prezidenta republiky, ve které byl zvolen Igor Nikolajevič Smirnov.
Moldavsko vydalo Deklaraci o nezávislosti 27. srpna 1990 a zrušilo v ní Zákon o vzniku Moldavské SSR z roku 1940, podle kterého byla sloučena část tehdejší Moldavské ASSR se střední částí Besarábie. Podněsterské vedení obhajuje svoji nezávislost také faktem, že navazuje na státnost Moldavské ASSR, které se Moldavsko zrušením Zákona o vzniku Moldavské SSR vzdalo. 29. srpna 1991 byl zajat moldavskými tajnými službami Igor Smirnov a gagauzský představitel Stepan Topal. Následně byli přepraveni do Kišiněva, kde byli uvězněni. Tento čin ještě více vyostřil vztahy mezi Podněstřím a Moldavskem. Osvobození představitelů dosáhla podněsterská strana blokádou důležité železniční tratě Kišiněv-Tiraspol-Oděsa.

### Ozbrojený konflikt
Na jaře 1992 vypukl ozbrojený konflikt, jenž byl ukončen v létě téhož roku zásahem jednotek ruské armády, které byly umístěny v podněsterských Benderách. Na obou stranách se odhaduje okolo tisíce obětí, z toho 400 civilistů.
Nejtěžší boje proběhly ve městě Bendery, které je od zbytku Podněstří odděleno Dněstrem. V ozbrojeném konfliktu se moldavské straně nepodařilo získat moc nad podněsterským územím. Ruské jednotky v Podněstří zůstaly jako mírové sbory, proti čemuž moldavská strana průběžně protestuje a označuje tento fakt za okupaci svého území.

### Neuznaná republika

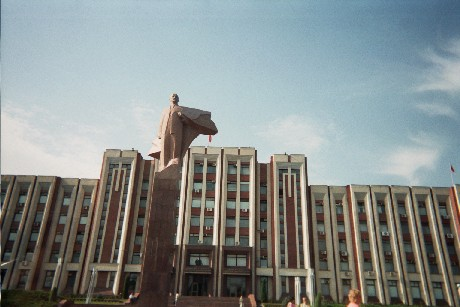
Budova Nejvyššího sovětu PMR a zároveň sídlo podněsterského prezidenta

V polovině 90. let byla v referendu přijata nová ústava, podle které PMR upustila od socialismu a nastal přechod k systému více politických stran a tržnímu hospodářství. Při privatizaci získala značnou část státního majetku společnost Šerif, která bývá spojována s rodinou prezidenta Smirnova. V současné době firma provozuje síť supermarketů, benzínových čerpadel, hotelů a patří ji velké množství průmyslových podniků všech oborů. V sovětských časech se na území Podněstří nacházely velké zbrojní sklady s 40 000 tunami munice, jejichž obsah prohlásilo vedení PMR za svůj majetek. Objevila se podezření z rozsáhlého černého obchodu s těmito zbraněmi a municí organizovaného podněsterskou vládou. Obvinění se ale nepovedlo prokázat ani misi Evropské unie, která monitoruje podněstersko-ukrajinskou hranici. Roku 1997 došlo v Moskvě k první schůzce moldavského prezidenta Petru Lucinschiho a jeho podněsterského protějška Igora Smirnova. V roce 2002 představil ruský politik Dmitrij Kozak plán, podle něhož by Moldavsko a PMR vytvořili volnou asymetrickou federaci, v níž by si každý subjekt zachoval i svoji měnu a armádu. Obě strany tuto možnost zpočátku hodnotily kladně. Snaha ztroskotala na podněsterském požadavku, který vyžadoval přítomnost ruské armády na dalších třicet let.
Vzájemné vztahy se opět zhoršily v roce 2004, kdy podněsterské úřady uzavřely několik škol, které učily v moldavštině psané latinkou.
Roku 2006 podepsalo Moldavsko s Ukrajinou smlouvu, podle které smí překročit ukrajinsko-moldavskou (de fakto podněsterskou) hranici pouze zboží proclené moldavskými orgány. Vedení PMR tuto skutečnost označuje jako ekonomickou blokádu. Od roku 1989 se počet obyvatel snižuje, potvrzená data jsou pro rok 2018 - 468980 a dle Moldavska reálný odhad na základě vydaných zahraničních pasů ze strany Moldavska je počet obyvatel 347251 osob.  

### Snaha o mezinárodní uznání
17. září 2006 proběhlo v Podněstří referendum, ve kterém měli voliči možnost vyslovit se ke dvěma otázkám:
- "Považujete za možné udržení kurzu směřujícího k mezinárodnímu uznání Podněsterské moldavské republiky a připojení k Ruské federaci?" Souhlasně se vyslovilo 97,1% voličů.
- "Považujete za možné připojení Podněsterské moldavské republiky k Moldavsku?" Záporně se vyslovilo 94,6% voličů.

Žádný stát ani mezinárodní organizace referendum neuznala jako právoplatné.
Snaha podněsterského vedení po mezinárodním uznání zesílila roku 2008, kdy došlo k vyhlášení nezávislosti Kosova. Žádný členský stát OSN ale Podněsterskou moldavskou republiku ani poté neuznal. Suverenitu Podněstří uznávají dosud pouze sporné státy Republika Abcházie, Republika Hušar Iryšton (Jižní Osetie) a Republika Arcach (Náhorní Karabach).
V 90. letech 20. století a v prvním desetiletí 21. století došlo k masové emigraci, především z ekonomických důvodů. Ze země odešla téměř třetina obyvatelstva, což je podobný podíl jako v Moldavsku.
Podněsterský režim je označován za nedemokratický a porušující lidská práva.